# Mademoiselle Molé
Pour les articles homonymes, voir Pinet et Molé.
Pierrette Hélène Pinet, dite Mademoiselle Molé, est une actrice française née le 14 juin 1740 à Paris et morte le 16 septembre 1782.

## Biographie
Elle débute à la Comédie-Française en 1761. 
Sociétaire de la Comédie-Française en 1763. 
Retraitée en 1769.
Elle débute sous le nom de Mlle Dépinay (ou d'Épinay) puis elle devient Mlle Molé après son mariage en 1769 avec le comédien François-René Molé

## Carrière à la Comédie-Française
- 1761 : Cénie de Madame de Graffigny
- 1765 : Adélaïde du Guesclin de Voltaire : Taïse
- 1765 : Le Menteur de Pierre Corneille : Lucrèce
- 1765 : Andromaque de Jean Racine : Céphise
- 1765 : L'Étourdi de Molière : Célie
- 1765 : Phèdre de Jean Racine : Panope
- 1765 : Le Mercure galant d'Edme Boursault : Claire
- 1765 : Crispin rival de son maître d'Alain-René Lesage : Angélique
- 1765 : L'Avare de Molière : Élise
- 1765 : Les Précieuses ridicules de Molière : Cathos
- 1765 : Le Legs de Marivaux : Hortense
- 1765 : Le Philosophe sans le savoir de Michel-Jean Sedaine : Sophie
- 1766 : Alzire de Voltaire : Céphane
- 1766 : Le Joueur de Jean-François Regnard : Angélique
- 1766 : Iphigénie de Jean Racine : Égine
- 1766 : Le Menteur de Pierre Corneille : Clarice
- 1766 : Turcaret ou le Financier d'Alain-René Lesage : La baronne
- 1766 : Le Baron d'Albikrac de Thomas Corneille : Angélique
- 1766 : Le Misanthrope de Molière : Célimène
- 1766 : L'Amour médecin de Molière : Lucinde
- 1766 : Le Misanthrope de Molière : Éliante
- 1767 : Le Médecin malgré lui de Molière : Lucinde
- 1767 : Zaïre de Voltaire : Zaïre
- 1767 : Inès de Castro d'Antoine Houdar de La Motte : Inès de Castro
- 1767 : Bérénice de Jean Racine : Bérénice
- 1767 : L'Homme à bonnes fortunes de Michel Baron : Léonor
- 1767 : Mérope de Voltaire : Isménie
- 1767 : Mithridate de Jean Racine : Phoedime
- 1767 : Le Comte d'Essex de Thomas Corneille : Tilney
- 1767 : Le Légataire universel de Jean-François Regnard : Isabelle
- 1767 : Œdipe de Voltaire : Égine
- 1767 : Ariane de Thomas Corneille : Nérine
- 1767 : La Comtesse d'Escarbagnas de Molière : Julie
- 1767 : L'Homme à bonnes fortunes de Michel Baron : Cidalise
- 1767 : Britannicus de Jean Racine : Albine
- 1767 : Le Cid de Pierre Corneille : Elvire
- 1767 : Phèdre de Jean Racine : Oenone
- 1768 : Iphigénie de Jean Racine : Doris
- 1768 : Tartuffe de Molière : Elmire
- 1768 : Les Femmes savantes de Molière : Armande
- 1768 : La Métromanie d'Alexis Piron : Lucile
- 1768 : Bajazet de Jean Racine : Atalide
- 1769 : Le Méchant de Jean-Baptiste Gresset : Chloé
- 1769 : L'École des maris de Molière : Léonor
- 1769 : Polyeucte de Pierre Corneille : Stratonice
- 1769 : Hamlet de Jean-François Ducis d'après William Shakespeare : Elvire
- 1769 : Tartuffe de Molière : Mariane
- 1769 : Amphitryon de Molière : Alcmène
- 1769 : Les Fourberies de Scapin de Molière : Hyacinthe
- 1770 : Cinna de Pierre Corneille : Fulvie
- 1770 : Les Scythes de Voltaire : Sulma
- 1770 : Athalie de Jean Racine : Agar
- 1770 : Rodogune de Pierre Corneille : Laodice
- 1772 : Le Café ou l'Écossaise de Voltaire : Lady Alton
- 1772 : Roméo et Juliette de Jean-François Ducis d'après William Shakespeare : Flavie
- 1772 : Sertorius de Pierre Corneille : Thamire
- 1773 : Andromaque de Jean Racine : Cléone
- 1773 : Bajazet de Jean Racine : Zatime
- 1773 : Régulus de Claude-Joseph Dorat : Barsine
- 1774 : Sophonisbe de Voltaire : Phoedime
- 1774 : Adélaïde de Hongrie de Claude-Joseph Dorat : Fanie